# Simulacrum

Simulacrum est un album de compositions de John Zorn jouées par un trio composé de Kenny Grohowski, Matt Hollenberg et John Medeski. John Zorn a arrangé les pièces et dirigé le groupe lors de l'enregistrement de l'album. La musique est un mélange de métal, de jazz et d'éléments minimalistes et bruitistes.

## Titres
| No | Titre              | Durée |
| -- | ------------------ | ----- |
| 1. | The Illusionist    | 12:02 |
| 2. | Marmarath          | 5:18  |
| 3. | Snakes and Ladders | 5:28  |
| 4. | Alterities         | 2:49  |
| 5. | Paradigm Shift     | 4:35  |
| 6. | The Divine Comedy  | 12:54 |

## Personnel
- Kenny Grohowski - batterie
- Matt Hollenberg - guitare
- John Medeski - orgue